# Freches e Torres
Freches e Torres (oficialmente, União das Freguesias de Freches e Torres) é uma freguesia portuguesa do município de Trancoso, com 23,85 km² de área e 450 habitantes (censo de 2021). A sua densidade populacional é 18,9 hab./km².

## História
Foi criada aquando da reorganização administrativa de 2012/2013, resultando da agregação das antigas freguesias de Freches e Torres.

## Demografia
A população registada nos censos foi:
| Distribuição da População por Grupos Etários | Distribuição da População por Grupos Etários | Distribuição da População por Grupos Etários | Distribuição da População por Grupos Etários | Distribuição da População por Grupos Etários |
| -------------------------------------------- | -------------------------------------------- | -------------------------------------------- | -------------------------------------------- | -------------------------------------------- |
| Ano                                          | 0-14 Anos                                    | 15-24 Anos                                   | 25-64 Anos                                   | > 65 Anos                                    |
| 2001                                         | 115                                          | 88                                           | 343                                          | 222                                          |
| 2011                                         | 59                                           | 71                                           | 265                                          | 198                                          |
| 2021                                         | 29                                           | 40                                           | 221                                          | 160                                          |

À data da junção das freguesias, a população registada no censo anterior (2011) foi:
| Freguesia atual                          | Freguesia atual  | Freguesia atual | Freguesias antigas | Freguesias antigas | Freguesias antigas |
| Freguesia                                | População (2011) | Área (km²)      | Freguesia          | População (2011)   | Área (km²)         |
| ---------------------------------------- | ---------------- | --------------- | ------------------ | ------------------ | ------------------ |
| União das Freguesias de Freches e Torres | 593              | 23,85           | Freches            | 456                | 13,56              |
| União das Freguesias de Freches e Torres | 593              | 23,85           | Torres             | 137                | 10,25              |